# Berat (huyện)
Berat là một quận thuộc hạt Berat, Albania. Quận này có diện tích 915 km² và dân số năm 2002 là 128410 người, mật độ 140 người/km².